# Yemmiganur
Yemmiganur è una suddivisione dell'India, classificata come municipality, di 76.428 abitanti, situata nel distretto di Kurnool, nello stato federato dell'Andhra Pradesh. In base al numero di abitanti la città rientra nella classe II (da 50.000 a 99.999 persone).

## Geografia fisica
La città è situata a 15° 43' 60 N e 77° 28' 60 E e ha un'altitudine di 386 m s.l.m..

## Società

### Evoluzione demografica
Al censimento del 2001 la popolazione di Yemmiganur assommava a 76.428 persone, delle quali 38.662 maschi e 37.766 femmine. I bambini di età inferiore o uguale ai sei anni assommavano a 11.027, dei quali 5.687 maschi e 5.340 femmine. Infine, coloro che erano in grado di saper almeno leggere e scrivere erano 38.275, dei quali 23.563 maschi e 14.712 femmine.